# Необыкновенно затруднительное положение Мэйбл
«Необыкновенно затруднительное положение Мэйбл» (англ. Mabel's Strange Predicament, другие названия — Hotel Mixup / Pajamas) — короткометражный фильм с участием Чарли Чаплина, выпущенный 9 февраля 1914 года.

## Сюжет
Подвыпивший бродяга Чарли пристает к женщинам в фойе отеля, в том числе и к Мэйбл, гулявшей с собакой. Естественно, все пытаются избежать его приставаний. Затем Мэйбл поднимается к себе в номер, переодевается перед сном в пижаму и в ожидании возлюбленного начинает играть с собакой, бросая ей мячик. Мячик вылетает в коридор, Мэйбл быстренько выскакивает за ним, однако дверь захлопывается. Она оказывается в весьма щекотливой ситуации. А тут ещё к ней снова пристаёт бродяга Чарли. Спасаясь, Мэйбл заходит в комнату соседей (супружеской пары) и незаметно прячется под кроватью. Между тем возвращается возлюбленный Мэйбл, который ищет её и в конце концов при помощи собаки обнаруживает под кроватью соседей, отчего приходит в яростную ревность. Муж-сосед понимает, что это его компрометирует, а тут ещё появляется его жена. Начинается потасовка, в которой активное участие принимает и Чарли.

## В ролях
- Чарли Чаплин — Чарли, подвыпивший бродяга
- Мэйбл Норманд — Мэйбл, постоялица отеля
- Честер Конклин — постоялец отеля
- Элис Дэвенпорт — жена постояльца
- Гарри Маккой — возлюбленный Мэйбл